# Cynoglossum karamojense
Cynoglossum karamojense är en strävbladig växtart som beskrevs av B. Verdcourt. Cynoglossum karamojense ingår i släktet hundtungor, och familjen strävbladiga växter. Inga underarter finns listade i Catalogue of Life.